# Carica pentagona
Carica pentagona là một loài thực vật có hoa trong họ Caricaceae. Loài này được Heilborn mô tả khoa học đầu tiên năm 1922.